# Ye Fashan
Ye Fashan (chinesisch 葉法善 / 叶法善, W.-G. Yeh Fa-shan; * 616 (?); † 720)  war ein  daoistischer Wundertäter und Geisterbeschwörer aus der Zeit der Tang-Dynastie. Er hatte Kontakte zum Kaiserhof. Von ihm wird gesagt, er sei am 12. Juli 720 am helllichten Tage zum Himmel aufgefahren.